# John Chafee

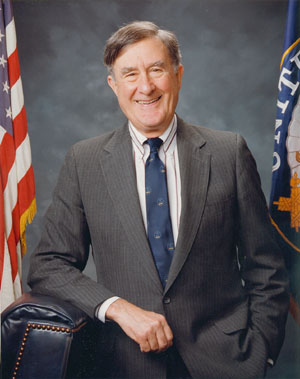
John Chafee

John Lester Hubbard Chafee (* 22. Oktober 1922 in Providence, Rhode Island; † 24. Oktober 1999 in Bethesda, Maryland) war ein US-amerikanischer Politiker. Er gehörte der Republikanischen Partei an.

## Leben
Chafees Familie war politisch aktiv. Bereits sein Urgroßvater Henry Lippitt war Gouverneur von Rhode Island. Chafee machte seinen Schulabschluss 1940 an der Deerfield Academy in Massachusetts. Im Anschluss, von 1942 bis 1945, kämpfte er für das United States Marine Corps im Zweiten Weltkrieg. Bis 1947 studierte er Jura an der Yale University, bis 1950 dann an der Harvard University. Im selben Jahr wurde er als Anwalt in Rhode Island zugelassen und praktizierte dort auch.
Von 1951 bis 1953 kämpfte er als Marine im Koreakrieg.

## Politik
Bereits kurz nach seiner Rückkehr ging Chafee in die Politik. 1956 wurde er in das Repräsentantenhaus von Rhode Island gewählt. 1958 und 1960 wurde er wiedergewählt, 1963 wurde er zum Gouverneur gewählt. 1969 wurde er vom Demokraten Frank Licht geschlagen.
Noch im selben Jahr wurde er von US-Präsident Richard Nixon als Marinestaatssekretär (Secretary of the Navy) nominiert und bestätigt. Diesen Posten hielt er bis 1972, als er zurücktrat, um für den US-Senat zu kandidieren. Er verlor diese Wahl jedoch gegen Amtsinhaber Claiborne Pell. Vier Jahre später kandidierte er erfolgreich für den zweiten Sitz von Rhode Island im US-Senat. Am 29. Dezember 1976 rückte er vorzeitig in den Kongress ein, da der demokratische Amtsinhaber John O. Pastore, der nicht wieder kandidiert hatte, bereits zu diesem Termin zurücktrat. 1982, 1988 und 1994 wurde Chafee jeweils bestätigt.
In seiner Zeit im Senat trat Chafee vor allem als Umweltpolitiker hervor; er war von 1995 bis 1999 Vorsitzender des Committee on Environment and Public Works, dem er bereits seit 1977 angehörte. 1999 kündigte er an, zur Wahl im November 2000 nicht erneut zu kandidieren. Er verstarb jedoch bereits vor der Wahl am 24. Oktober 1999 an Herzinsuffizienz. Sein Sohn Lincoln nahm den vakanten Sitz ein und wurde 2000 in den Senat gewählt. Dieses Mandat hatte er bis 2007 inne; von 2011 bis 2015 war er wie zuvor sein Vater Gouverneur von Rhode Island.

## Auszeichnungen
Am 9. August 2000 wurde Chafee posthum die Presidential Medal of Freedom verliehen. Die US Navy benannte einen Zerstörer, die Chafee, nach dem ehemaligen Marineminister.